# 帝国宫廷法院

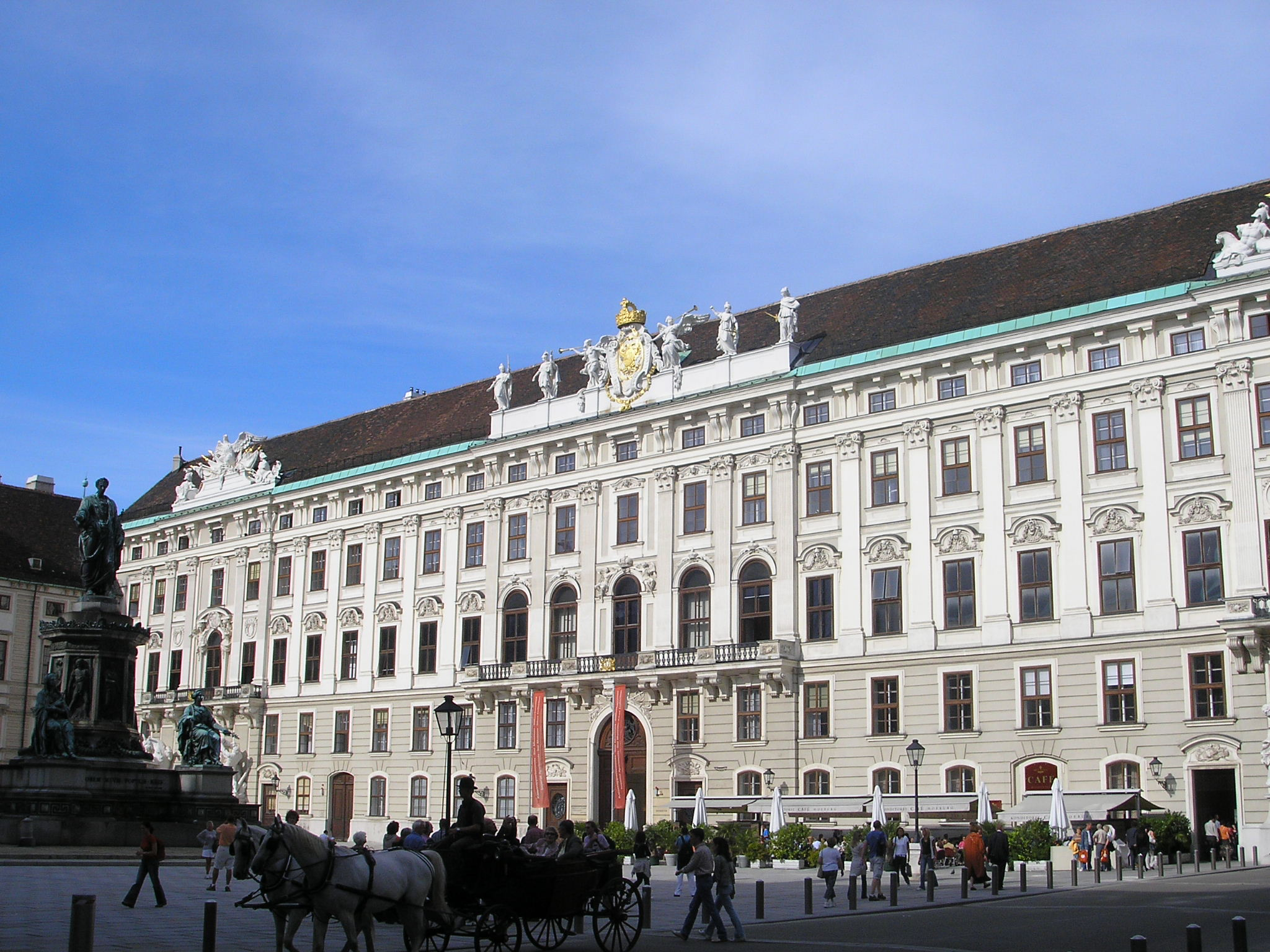
帝国宫廷法院

帝国宫廷法院（拉丁語：Consilium Aulicum，直译：帝國法院委員會）是神聖羅馬帝國的兩個最高法院之一，另一個是帝國樞密法院。它不僅與後一個法院具有並行管轄權，而且在許多情況下，在所有封建程序和刑事事務中，對皇帝的直屬領地和與帝國咨政院有關的事務具有專屬管轄權。帝国宫廷法院的所在地是哈布斯堡王朝在維也納的霍夫堡宮。